# Bisbat de Setúbal
El bisbat de Setúbal (portuguès: diocese de Setúbal; llatí: Dioecesis Setubalensis ) és una seu de l'Església catòlica a Portugal.
Al 2020 comptava amb 544.820 batejats d'un total de 782.000 habitants. Actualment està regida pel bisbe cardenal Américo Manuel Alves Aguiar.

## Territori
La diòcesi comprèn la 9 dels 13 municipis del districte de Setúbal: Setúbal, Alcochete, Almada, Barreiro, Moita, Montijo, Palmela, Seixal, Sesimbra,, així com parts dels municipis d'Alcácer do Sal i de Grândola.
La seu episcopal és la ciutat de Setúbal, on es troba la catedral de Santa Maria de les Gràcies
El territori s'estén sobre 1.500 km² i està dividit en 57 parròquies, reagrupades en 7 vicariats: Almada, Barreiro-Moita, Caparica, Montijo, Palmela-Sesimbra, Seixal i Setúbal.

## Història
La diòcesi va ser constituïdar el 16 de juliol de 1975 amb la butlla Studentes Nos del papa Pau VI, obtenint el territori del patriarcat de Lisboa '' i, en menor mesura de, l'arxidiòcesi d'Évora i la diòcesi de Beja.
El 18 de març de 1980, amb la carta apostòlica Cum Beatam Mariam, el papa Joan Pau II va confirmar com a patrona principal de la diòcesi la Santíssima Mare de Déu, venerada amb el títol de Santa Maria de Graça.

## Instituts de vida consagrada
A l'espai territorial de la diòcesi de Setúbal s'estableixen els següents instituts de vida consagrada:
Masculins
- Orde dels Frares Menors Caputxins
- Fills de la Caritat
- Orde dels Frares Menors
- Germans de Jesús
- Companyia de Jesús
- Congregació de la Passió de Jesucrist
- Congregació dels Missioners de Sant Carles Borromeu

Femenins
- Apòstols del Sagrat Cor de Jesús, des de gener de 2017
- Congregació de la Presentació de Maria
- Congregació de les Germanes Missioneres de Sant Carles Borromeu
- Congregació dels Servents de la Mare de Déu de Fàtima
- Esclaus del Sagrat Cor de Jesús
- Filles de Maria Auxiliadora
- Franciscanes Missioneres de Maria
- Franciscanes Missioneres de la Mare de Déu
- Institut de les Germanes de Santa Dorotea
- Institut Filles Missioneres de la Caritat Canossianes
- Missioneres de la Caritat

## Catedrals, basíliques, esglésies i santuaris
La catedral de la diòcesi de Setúbal és l'Església de Santa Maria da Graça classificada l'any 1955 com a Bé d'Interès Públic. La catedral va ser sotmesa a una profunda restauració finalitzada l'any 2004.
A la Diòcesi de Setúbal també es troben els següents Santuaris:
- Santuari Nacional de Crist Rei
- Santuari de la Mare de Déu d'Atalaia
- Santuari de la Mare de Déu del Cap

## Cronologia episcopal
- Manuel da Silva Martins † (16 de juliol de 1975 - 23 d'abril de 1998 renuncià)
- Gilberto Délio Gonçalves Canavarro dos Reis (23 d'abril de 1998 - 24 d'agos de 2015 jubilat)
- José Ornelas Carvalho, S.C.I. (24 d'agos de 2015 - 28 de gener de 2022 nomenat bisbe de Leiria-Fátima)
- Américo Manuel Alves Aguiar, des del 21 de setembre de 2023

## Estadístiques
A finals del 2020, la diòcesi comptava amb 544.820 batejats sobre una població de 782.000 persones, equivalent al 69,7% del total.
| any  | població | població | població | sacerdots | sacerdots       | sacerdots       | sacerdots             | diàques | religiosos | religiosos | parroquies |
| ---- | -------- | -------- | -------- | --------- | --------------- | --------------- | --------------------- | ------- | ---------- | ---------- | ---------- |
| any  | batejats | total    | %        | total     | clergat secular | clergat regular | batejats por sacerdot | diàques | homes      | dones      |            |
| 1980 | 464.000  | 546.000  | 85,0     | 62        | 33              | 29              | 7.483                 |         | 38         | 140        | 46         |
| 1990 | 525.000  | 628.000  | 83,6     | 64        | 35              | 29              | 8.203                 | 4       | 34         | 125        | 48         |
| 1999 | 550.000  | 650.000  | 84,6     | 75        | 44              | 31              | 7.333                 | 4       | 38         | 109        | 49         |
| 2000 | 550.000  | 650.000  | 84,6     | 74        | 43              | 31              | 7.432                 | 4       | 38         | 100        | 49         |
| 2001 | 550.000  | 650.000  | 84,6     | 76        | 45              | 31              | 7.236                 | 4       | 38         | 100        | 49         |
| 2002 | 550.000  | 650.000  | 84,6     | 78        | 47              | 31              | 7.051                 | 4       | 38         | 100        | 49         |
| 2003 | 550.000  | 650.000  | 84,6     | 83        | 52              | 31              | 6.626                 | 2       | 38         | 100        | 51         |
| 2004 | 550.000  | 650.000  | 84,6     | 82        | 51              | 31              | 6.707                 | 2       | 38         | 100        | 51         |
| 2010 | 509.858  | 718.900  | 70,9     | 82        | 58              | 24              | 6.217                 | 10      | 29         | 80         | 57         |
| 2014 | 537.073  | 779.379  | 68,9     | 83        | 63              | 20              | 6.470                 | 12      | 25         | 100        | 57         |
| 2017 | 541.100  | 774.000  | 69,9     | 113       | 64              | 49              | 4.788                 | 12      | 53         | 86         | 57         |
| 2020 | 544.820  | 782.000  | 69,7     | 82        | 63              | 19              | 6.644                 | 13      | 20         | 100        | 57         |